# Hogna ericeticola
Hogna ericeticola là một loài nhện trong họ Lycosidae.
Loài này thuộc chi Hogna. Hogna ericeticola được Alfred Russel Wallace miêu tả năm 1942.